# L'Auto
L'Auto is een voormalig Frans sporttijdschrift, nu onder de titel L'Équipe.
Het blad is beroemd geworden door het initiatief voor de eerste Ronde van Frankrijk in 1903. Vanwege de gele papierkleur van het blad kreeg de leider van de Ronde ook een gele trui. De hoofdredacteur was Henri Desgrange.